# Umetnostno drsanje na Zimskih olimpijskih igrah 1964
Umetnostno drsanje na Zimskih olimpijskih igrah 1964.

## Dobitniki medalj
| Tekma  | Zlato                                 | Srebro                               | Bron                       |
| Moški  | Manfred Schnelldorfer                 | Alain Calmat                         | Scott Allen                |
| Ženske | Sjoukje Dijkstra                      | Regine Heitzer                       | Petra Burka                |
| Pari   | Ljudmila Belovsova in Oleg Protopopov | Marika Kilius in Hans Jürgen Bäumler | Debbi Wilkes in Guy Revell |